# Членов, Ехиель Вульфович
Ехиель Вульфович Членов (Ефим Владимирович; 1863—1918) — российский врач-отоларинголог и политик, один из лидеров сионизма. Доктор медицины (1893), автор трудов по хирургическим методам в оториноларингологии и по сурдопедагогике, публицист.

## Биография
Родился в Кременчуге в 1863 году. Охваченный общим увлечением русской молодёжи, Членов примкнул было к народникам, однако погромы 1881 года побудили его отдать силы еврейскому народу. Он вступил после первого конгресса в сионистскую организацию. Диссертацию доктора медицины защитил в 1893 году по теме «Амебоидные движения лейкоцитов крови вне организма».
Избранный в 1908 году уполномоченным московского района, Членов развил большую энергию (устройство съездов, основание осведомительных бюро по вопросам школьного преподавания, издание программ для изучения еврейской истории, разработка каталогов для нужд библиотек, пропаганда идеи сионизма и т. п.). В 1898 году в руки Членова перешло управление делами национального фонда в России. На шестом конгрессе на предложенный Герцлем план колонизации Уганды Членов ответил выходом из зала заседания, и за ним последовало ещё 128 делегатов. Против территориализма Членов напечатал серию статей под общим названием «Сион и Африка».
Членов был избран в Actions-Comité, затем членом наблюдательного совета еврейского колониального банка, наконец, членом директориума национального фонда. Членов был приверженцем политической, иначе говоря, дипломатической работы. Однако он считал необходимой культурную работу и колонизационную деятельность в Палестине, ставя во главе угла «выкуп земли». Он организовал в 1909 году группу капиталистов для устройства хозяйства на широких началах — ныне это поселение Мигдаль — и много поработал для Общества вспомоществования евреям-земледельцам в Сирии и Палестине.
В ознаменование тридцатилетней деятельности Членова его именем был назван мошав Талмей-Йехиэль (букв. Колеи Йехиэля) в центре Израиле, основанный в 1949 году еврейскими иммигрантами из Болгарии и Румынии.
Среди литературных работ Членова: брошюра ο втором сионистского конгрессе в Базеле, «Эволюция политического сионизма и задачи текущего момента» и «Пять лет работы в Палестине» (Москва, 1913). Членов напечатал ряд статей и несколько трудов по медицине на нескольких языках.
Как врач отоларинголог лечил знаменитого русского оперного певца Ф. И. Шаляпина.
Умер в 1918 году в Лондоне.

## Публикации
- Е. В. Членов. Второй конгресс сионистов и предшествовавшие ему совещания. Критический обзор. М.: Ахиасаф, 1899[4].
- Е. В. Членов. Идишизм и школа. М.: Литература, 1916. — 26 с.